# Storsporsmossa
Storsporsmossa (Archidium alternifolium) är en bladmossart som beskrevs av Mitten 1851. Enligt Catalogue of Life ingår Storsporsmossa i släktet Archidium och familjen Archidiaceae, men enligt Dyntaxa är tillhörigheten istället släktet Archidium och familjen Archidiaceae. Enligt den finländska rödlistan är arten starkt hotad i Finland. Arten är reproducerande i Sverige. Artens livsmiljö är strandängar vid Östersjön. Inga underarter finns listade i Catalogue of Life.